# 陶生町 (瀬戸市)
陶生町（とうせいちょう）は愛知県瀬戸市祖母懐連区の町名。丁番を持たない単独町名である。

## 地理
- 瀬戸市の中央部に位置する[8]。西を末広町・薬師町、北を前田町、東を東郷町、南を西郷町と隣接している[8]。
- 中央に市道が通り、陶磁器問屋・小売店・住宅が並んでいる[8]。かつては、市道沿いに瀬戸警察署陶生交番があったが、現在は記念橋交番に統合・廃止されている[8]。

### 学区
市立小・中学校に通う場合、学区は以下の通りとなる。また、公立高等学校普通科に通う場合の学区は以下の通りとなる。
| 番・番地等 | 小学校                 | 中学校                 | 高等学校 |
| ---------- | ---------------------- | ---------------------- | -------- |
| 全域       | 瀬戸市立にじの丘小学校 | 瀬戸市立にじの丘中学校 | 尾張学区 |

## 歴史

### 沿革
- 1942年（昭和17年）1月9日 - 瀬戸市大字瀬戸字郷・東郷・前田の各一部により、同市陶生町として成立[2]。

## 世帯数と人口
2024年（令和6年）1月1日現在の世帯数と人口は以下の通りである。
| 町丁   | 世帯数 | 人口  |
| ------ | ------ | ----- |
| 陶生町 | 63世帯 | 120人 |

### 人口の変遷
国勢調査による人口の推移
| 1995年（平成7年）  | 232人 | [ 11 ] |  |
| 2000年（平成12年） | 208人 | [ 12 ] |  |
| 2005年（平成17年） | 156人 | [ 13 ] |  |
| 2010年（平成22年） | 146人 | [ 14 ] |  |
| 2015年（平成27年） | 133人 | [ 15 ] |  |
| 2020年（令和2年）  | 121人 | [ 16 ] |  |

### 世帯数の変遷
国勢調査による世帯数の推移。
| 1995年（平成7年）  | 85世帯 | [ 11 ] |  |
| 2000年（平成12年） | 77世帯 | [ 12 ] |  |
| 2005年（平成17年） | 63世帯 | [ 13 ] |  |
| 2010年（平成22年） | 60世帯 | [ 14 ] |  |
| 2015年（平成27年） | 56世帯 | [ 15 ] |  |
| 2020年（令和2年）  | 57世帯 | [ 16 ] |  |

## 交通

### 鉄道
町内に鉄道は走っていない。最寄り駅は名鉄瀬戸線尾張瀬戸駅になる。

### バス
町内にバスは走っていない。最寄りのバス停は、名鉄バス「本地ヶ原線」【10】系統、または同「しなの線（瀬戸北線）」【1】【1H】【2】【2H】【3】【4】系統の中橋バス停・陶祖公園バス停になる。

### 道路
町内に国道・県道は通っていない。

## 施設
- ノベルティギャラリー ピアフ ： 1940〜60年代にかけて瀬戸でつくられたアメリカ・ヨーロッパ向けの輸出向けノベルティ「＝セト・ノベルティ」を取り扱っている[17]。
- ヤオハン陶器 ： 築80年の古民家で営業。商業用陶磁器から、一般家庭で使える陶磁器まで器全般を取り扱っている[18]。
- ビル与白 ： 1階がシェアキッチン、2階はまちのホンダナ、3階はみんなのオフィス（シェアオフィス）[19]。シェアキッチンで一日限りのお店を開くことも可能[19]。

- ノベルティギャラリー ピアフ
- ヤオハン陶器
- ビル与白

## その他

### 日本郵便
- 郵便番号 : 489-0827[6]（集配局：瀬戸郵便局[20]）。